# إم. ترافيس لين
إم. ترافيس لين (بالإنجليزية: M. Travis Lane)‏ (23 سبتمبر 1934، سان أنطونيو في الولايات المتحدة)؛ كاتِبة وشاعرة كندية.